# Rolando Garbey
Rolando Garbey est un boxeur et entraîneur cubain né le 19 novembre 1947 à Santiago de Cuba et mort le 16 décembre 2023. Il est champion du monde amateur, triple champion des Jeux Panaméricains et médaillé olympique. Il est vu comme une gloire nationale à Cuba.

## Biographie
Rolando Garbey est né à Santiago-de-Cuba en 1947 de Aristides Garbey-Rojas et de Noella Garbey-Cayol. Il déclare amusé : « Je suis Rolando Garbey-Garbey, parce que de proches cousins se sont rapprochés ».  Son père est jardinier au Cuba Mining, le club de baseball local. Il commence sa carrière comme joueur de baseball dans le club Los Olmos de Santiago de Cuba. 
L’univers de la boxe ne lui est pas inconnu : un de ses cousins, Luis, est devenu boxeur professionnel, et il a pu assister à ses combats régulièrement au stade Antonio Maceo. On lui conseille d’abandonner le baseball et de s’essayer à la boxe. Lors de son premier combat d’entraînement, il met son partenaire K.O.
Il est entraîné à la boxe par Alcides Sagarra et par l’école cubaine de boxe (Wajay). Il devient champion national à l’âge de 15 ans.
Rolando est le frère aîné de Barbaro Garbey, sportif de haut niveau qui se réfugie aux États-Unis et y effectue sa carrière de joueur (champion du monde) et d’entraîneur en baseball. Il a également une sœur, Marcia, qui est championne d’Amérique centrale de saut en longueur en 1970 au Panama. Elle finit 4e aux Jeux de Munich de 1972.
Très attaché au sport amateur, il déclare : « Je n’ai jamais aimé le professionnalisme : il y a trop d’agent. Laissez-moi sans argent, je suis heureux ».
À l’issue de sa carrière de boxeur, Rolando devient entraîneur dans l’école même qui l’a formé, mais également à l’étranger (Algérie, Angola, Mexique, Vénézuéla, Zimbabwe). Champion du monde amateur, médaillé olympique (Mexico 1968, Monréal 1976) et triple champion des Jeux Panaméricains, il est classé parmi les Cent meilleurs athlètes cubains du XXe siècle, et considéré dans son pays comme une gloire nationale.
Il est en couple avec Mirta depuis 54 ans au moment de son décès. Ils ont quatre enfants, sept petits-enfants, et deux arrière-petits-enfants. Selon sa fille Margarita, il meurt le 17 décembre 2023 à l’hôpital Hermanos Ameijeiras de La Havane, d’un double arrêt cardiaque à la suite de complications survenues après une intervention chirurgicale.

## Carrière
Champion du monde de boxe amateur à La Havane en 1974 dans la catégorie super-welters, sa carrière amateur est également marquée par une médaille d'argent aux Jeux olympiques de Mexico en 1968 et une médaille de bronze à Montréal en 1976.
Il remporte trois médailles d’or aux Jeux Panaméricains de 1967, 1971 et 1975.
Il entame ensuite une carrière d’entraîneur à Cuba, et dans plusieurs pays.